# Franc Miklošič
Franc Miklošič (njem. Franz Ritter von Miklosich) (Radomerščak pri Ljutomeru, 20. studenoga 1813. – Beč, 7. ožujka 1891.), bio je slovenski filolog i jezikoslovac, jedan od osnivača suvremene slavistike.

## Životopis
Doktorirao je na Sveučilištu u Grazu, gdje je jedno vrijeme radio kao profesor filozofije. Godine 1838. preselio se u Beč, gdje je doktorirao pravo. Iako je imao doktorate iz te dvije discipline, svoje istraživanje najviše je usmjerio na proučavanje slavenskih jezika. Zbog toga se zaposlio u Carskoj biblioteci u Beču, gdje je radio od 1844. do 1862. godine. On je također držao i katedru za slavensku filologiju na Bečkom sveučilištu od 1849. do 1886. godine. Biran je i u članstvo Bečke akademije, u kojoj je imao funkciju tajnika njenog povijesnog i filozofskog odjeljenja.
U Proljeću naroda 1848. Miklošič je aktivno sudjelovao u Slovenskom nacionalnom pokretu. Bio je predsjednik političkog udruženja „Slovenija“ koji su osnovali slovenski studenti koji su studirali u Grazu i Beču. Uz Matiju Majara bio je jedan od autora koji su razradili ideju o Ujedinjenoj Sloveniji. Nakon neuspjeha revolucionarnih zahtjeva, Miklošič se posvetio samo akademskim aktivnostima. Miklošič je 1849. postavljen za voditelja tek osnovane katedre za slovensku filologiju Sveučilišta u Beču i ostao je na tom mjestu do 1886. Postao je član Bečke akademije, koja ga je izabrala za tajnika svog povijesnog i filozofskog odsjeka. Njegovi brojni radovi su se nisu ticali samo slavenskih jezika, već i rumunjskog, albanskog, grčkog i jezika Roma i Sinta.
Uz Vuka Karadžića, Đuru Daničića, Dimitrija Demetera, Ivana Mažuranića, Vinka Pacela, Stjepana Pejakovića i Ivana Kukuljevića bio je potpisnik Bečkog književnog dogovora o ujedinjenju književnih jezika Slovenaca, Hrvata i Srba.

## Izbor iz djela
- udžbenici:
  - Nauk o glasovima staroslavenskoga jezika – Lautlehre der altslovenischen Sprache
  - Morfologija staroslavenskoga jezika – Formenlehre der altslovenischen Sprache
  - Rječnik staroslavenskoga jezika – Lexicon linguae slovenicae veteris dialecti
  - Slovenska berila, V–VIII

- samostalne knjige:
  - Poredbena gramatika slavenskih jezika (Vergleichende Grammatik der slavischen Sprachen, I–IV, 1852. – 75.)
  - Staroslavensko-grčko-latinski rječnik (1862. – 65.)
  - Etimološki rječnik slavenskih jezika (Etymologisches Wörterbuch der slavischen Sprachen, 1886.)

## Vanjske poveznice
- Miklošič, Franc, vitez plemeniti (slov.)